# Microtityus bivicentorum
Espèce
Microtityus bivicentorum est une espèce de scorpions de la famille des Buthidae.

## Distribution
Cette espèce est endémique du département de Cesar en Colombie. Elle se rencontre vers Valledupar.

## Description
Le mâle holotype mesure 12,94 mm et la femelle paratype 15,78 mm.

## Étymologie
Cette espèce est nommée en l'honneur de José Vicente Rodríguez Mahecha et José Vicente Rueda Almonacid.

## Publication originale
- Botero-Trujillo, Erazo Moreno & Pérez, 2009 : « A new species of Microtityus Kjellesvig-Waering (Scorpiones: Buthidae) from northern Colombia. » Zootaxa, no 2120, p. 27-38.